# Tetramorium saginatum
Tetramorium saginatum är en myrart som beskrevs av Bolton 1980. Tetramorium saginatum ingår i släktet Tetramorium och familjen myror. Inga underarter finns listade i Catalogue of Life.